# 小山満雄
小山 満雄（おやま みつお、1877年(明治10年)3月9日 - 1936年(昭和11年)12月25日）は、日本の陸軍軍人。日露戦争では第三軍の一員として戦い、のち歩兵第十六連隊長を務めた陸軍少将である。

## 経歴
旧会津藩藩士小山満峻の長男として宇都宮に生まれる。満峻は戊辰戦争後に栃木県に勤務した。小山は陸軍士官学校9期で、稚松会創立会員の一人。陸士同期では武川寿輔などが同様であった。小山の原隊は歩兵第十五連隊（高崎）、兵科は歩兵であり、1898年（明治31年）6月に歩兵少尉へ任官している。中尉時代に日露戦争に出征し、旅順で二〇三高地の攻略戦に加わった。1904年（明治）37年8月大尉に進級し、奉天会戦では田義屯の戦いに功績があった。戦後金鵄勲章を授与される。
戸山学校教官を経て、少中佐時代は歩兵第六四連隊（都城）附、技術審査部審査官、歩兵学校教官、同研究部員、技術審査部議員、騎兵学校御用掛、技術本部御用掛を歴任した。小山は小銃射撃に優れた技量を有していた。
1921年（大正10年）6月28日に大佐へ進級し、新発田連隊区司令官に就任。翌年8月に歩兵第十六連隊（新発田）の連隊長となる。3年弱在任し1925年（大正14年）5月1日、少将へ昇進。同月中に予備役編入となった。 従四位勲三等功四級に叙されている。